# Peter Machado
Peter Machado (Honavar, Karnataka, Índia, 26 de maio de 1954) é um clérigo indiano e arcebispo católico romano de Bangalore.
Pedro Machado recebeu o Sacramento da Ordem em 8 de dezembro de 1978.
Em 2 de fevereiro de 2006, o Papa Bento XVI o nomeou ao Bispo de Belgaum. O Núncio Apostólico na Índia, Dom Pedro López Quintana, o consagrou em 30 de março do mesmo ano; Os co-consagradores foram o Arcebispo de Bangalore, Bernard Blasius Moras, e o Arcebispo de Goa e Damão, Filipe Neri do Rosário Ferrão.
O Papa Francisco o nomeou arcebispo de Bangalore em 19 de março de 2018. A posse ocorreu em 31 de maio do mesmo ano.